# CR新世紀エヴァンゲリオン・セカンドインパクト
CR新世紀エヴァンゲリオン・セカンドインパクト（シーアールしんせいきエヴァンゲリオン・セカンドインパクト）はフィールズおよびビスティより2006年2月に発売されたデジパチタイプのパチンコ。『CR新世紀エヴァンゲリオン』の後継機にあたる機種である。本作の続編として、2007年2月より『CR新世紀エヴァンゲリオン 〜奇跡の価値は〜』が登場した。
本項目では、2008年5月に発売された『CRA新世紀エヴァンゲリオン〜プレミアムモデル〜』についても解説する。

## 機種概要
暴走モード等の搭載により、人気を博したCR新世紀エヴァンゲリオンの後継機。基本的な演出は前作を踏襲しているが、ビジュアル面が強化され、細かい変更点も多い。サブタイトルの「セカンドインパクト」はセカンドインパクトに由来する。

### 前作からの主な変更点
- 大当たり中は前作同様アニメ版主題歌「残酷な天使のテーゼ」が流れる。映像は基本的に前作と同じだが、歌詞2番目以降の映像が変更された。
- 後述の「覚醒モード」中の大当りや、3連続で確変大当りすると劇場版主題歌「魂のルフラン」が流れる。以降は確変が3の倍数回続く毎に流れるが、暴走モードを挟んだり時短中の確変引き戻しは回数がリセットされる。また、後述の「ラウンド中昇格」による確変大当たりの場合は3の倍数回であっても流れない。（回数リセットではなく、持ち越し扱いとなり、次回に「ラウンド中昇格」以外の15R確変大当たりで曲が流れる）
- シンクロリーチでは、「期待度」を表すパラメータ表示がついた。また、本作の主人公である「碇シンジ」を始めとしたキャラクターが表示されるようになっており、そのキャラクターによって期待度が異なっている。さらに、シンクロリーチから暴走モードへ発展する可能性もあり、前作以上に期待できるようになった。（前作では期待薄の演出であった）
- 通常背景にレイの部屋を追加。また、レイの部屋を除く各背景に朝、昼、晩を追加。この他、シンジらが通う学校の教室を追加。
- ステップアップ予告では、リツコ⇒レイやリツコ⇒アスカなど"途中飛ばし"も有り得るようになった。
- 暴走モードに加え、暴走モードより確変図柄が一つ多い「覚醒モード」を搭載。覚醒モードの登場頻度は少なく、突確10回に1回程度の頻度とレア。
- 通常絵柄で大当り確定しても、11ラウンド突入時に再昇格チャンスがある。但し必ず登場するとは限らないので注意。
- セリフ予告が大当り確定のプレミア含め180種類程度に増えた。また、シリアス3以上のステップアップ予告やリラックス系とも絡むことがあるなど、前作以上に期待できるようになった。
- チャンスボタンを使った演出が増えたため、前作以上にチャンスボタンの重要度が増した。
- 「ミッションモード」は前作の5分バージョンと、新しく搭載された3分バージョンの2種類に増えた。あくまで演出なので期待度はどちらも変わらないが、3分バージョンの登場頻度はやや少ない。
- 出現した時点で大当り確定となる「プレミアム演出」が多数追加された。
- 「全回転リーチ」（確変確定）が2種類に増えた。* 一旦通常絵柄で大当りしても、盤面左にある液晶7セグに表示されたマークで通常図柄⇒確変昇格が判別可能。
- エヴァ系リーチ発展直後にボタンを押せば、カットインが入る。

…など、大幅に変更されている。

### CRA新世紀エヴァンゲリオン 〜プレミアムモデル〜
シリーズ初となる甘デジタイプのCRA新世紀エヴァンゲリオン プレミアムモデル（2008年5月より稼働開始）は、本機における5番目のスペックという位置付けである。プレミア演出が出現する確率が意図的に上げられ、大当たり確率も大幅に上げられていることが特徴である。基盤は基本的に当機を踏襲しているが、盤面右側の初号機役モノのカラーリングが金色に変更されている。

## 図柄キャラクター
キャラクターに関する詳細は新世紀エヴァンゲリオンの登場人物を、使徒に関しては使徒 (新世紀エヴァンゲリオン)を、エヴァンゲリオンに関してはエヴァンゲリオン (架空の兵器)をそれぞれ参照のこと。

### 基本図柄
キャラクターは前作と同様たが、デザインが一新された。また、本作から大当たり時に喋るようになったが、加持・カヲルは喋らない。
確変図柄
1. 葛城ミサト
3. 綾波レイ
5. 惣流・アスカ・ラングレー
7. 碇シンジ
9. 碇ゲンドウ

チャンス図柄
2. 加持リョウジ
4. 冬月コウゾウ
6. 渚カヲル
8. 赤木リツコ

### 暴走モード中の図柄
4図柄が「エヴァンゲリオン量産型」に変更された他、デザインが一新された。
確変図柄
1. エヴァンゲリオン零号機
3. エヴァンゲリオン初号機
5. エヴァンゲリオン弐号機
チャンス図柄
2. 第3使徒サキエル
4. エヴァンゲリオン量産型（表記は「量産機」）
6. 第14使徒ゼルエル

### 覚醒モード中の図柄
6図柄が確変図柄に変化しているが、確変継続率が上昇する訳ではない。2図柄はこのモード中のみ台詞がある。
確変図柄
1. 綾波レイ
3. 碇シンジ
5. 惣流・アスカ・ラングレー
6. 葛城ミサト
チャンス図柄
2. 伊吹マヤ
4. 赤木リツコ

## 暴走モード
本作は、全ての機種に暴走モードが搭載されている。前作と同様の「チャンス目」による突入の他、シンクロリーチを経由して突入する事もある。また、暴走と見せかけて出玉の得られる確変大当たりに突入する暴走モードプレミアムという演出も存在する。（後述）

### 突入演出
チャンス目経由
1-A. 「1・3・5」の図柄が並ぶと突入（順不同・ライン不問）。この「1・3・5」の並び目を「チャンス目」という。
2-A. 碇シンジが「動け、動け〜」の台詞と共に機体を必死に動かそうとする演出が発生。
※保留がない状態では1-Aが省略されていきなり2-Aから始まることもある。
シンクロリーチ経由
1-B. シンクロリーチ中、当たり図柄通過後に伊吹マヤの「神経パルスに〜」の台詞が発生。背景が赤く染まり、図柄の変動が止まらない。
2-B. 画面が暗転し、赤木リツコの「やはり目覚めたのね〜」の台詞が発生。画面右下にチャンス目が表示される。
共通
3. 青い炎と共に鼓動音が二度発生。鼓動音と連動してアタッカーが一瞬開く。
4. 画面上下に「非常事態」・中央に「EMERGENCY」と表示され、各々の台詞の後「暴走モード突入」と表示される。
5. 以降は確変状態となり、再びデジタル変動が始まる。

### 暴走モード中の演出
- 画面演出
  - 黒色の背景にオレンジ色で「EMERGENCY」・画面上下に赤黒色で「非常事態」・画面左下に「暴走モード」と表示される。
  - 図柄がエヴァと使徒の描かれた専用の物に変化し、有効ラインが中央の1ラインのみとなる。その為、ダブルリーチは掛からない
- 役モノ動作
  - 液晶上部の役モノが動く。
  - 盤面右側にある「初号機役モノ」が開口し、「暴走ランプ」が点灯する。
  - 盤面右上にあるタイマーに0:00と表示される。

### 暴走モードプレミアム
暴走モードプレミアムは、暴走モード突入と見せかけて、通常の（出玉の得られる）確変大当たりに突入する演出である。発生時は、
1-A. で図柄が上下に揺れた状態となり、完全に停止しない。
2-A. で画面右下にチャンス目が表示されたまま演出が進む。
3. でアタッカーが開かない。
4. で「暴走モード突入」ではなく、赤文字で「大当り」と表示される。
5. 大当り画面へ移行
という手順をたどる。

## 覚醒モード
覚醒モードは、暴走モードと同様の突然確変（2ラウンド・0カウントの確変大当たり）である。暴走モードよりも発生頻度は低く、突確の10回に1回程度の割合で発生する。覚醒モード中に大当たりすると、確変・単発を問わず大当り中のBGMが「魂のルフラン」になる。

### 突入演出
1. 警報演出発生時、四度目のアラーム後にチャンス目停止。
2. 画面が暗転し、青い炎と共に鼓動音が二度発生。鼓動音と連動してアタッカーが一瞬開く。
3. エヴァ量産機がアンチA.T.フィールドを展開する演出が発生。各々の台詞の後「覚醒モード突入」と表示される。
4. 以降は確変状態となり、再びデジタル変動が始まる。

### 覚醒モード中の演出
- 画面演出
  - 背景には海が表示され、画面上下に波の模様・画面左下に「覚醒モード」と表示される。
  - 図柄が専用の物に変化し、有効ラインが中央の1ラインのみとなる。その為、ダブルリーチは掛からない。また、6が確変図柄に変化するが、確変継続率が上昇する訳ではない。
- 役モノ動作
  - 盤面右側にある「初号機役モノ」が開口し、「覚醒ランプ」が点灯する。

### 継続演出
覚醒モード中に暴走モードに当選しても、暴走モードに移行する事はない。その代わりにチャンス目停止、又はシンクロ暴走演出を経由して「覚醒モード継続」の演出が発生する。

## ミッションモード
本作のミッションモードは、前作同様の「5分」バージョンと、新しく追加された「3分」バージョンがある。

### 突入演出
1. 警報演出発生
2. 四度目のアラームの後、画面上下に「緊急事態」・中央に「EMERGENCY」と表示され、各々の台詞の後「ミッションモード突入」と表示された後、「ミッション内容」が表示される。これらの表示はすぐに消え、変動していたデジタルが停止。
3. その後、盤面右上のタイマーがセットされ、作動する。尚、ここでリーチが掛かった場合は大当たり確定となる。

### ミッションモード中の演出
アンビリカルケーブル断線（5分）
5分バージョンは、基本的に前作と同様で「5分以内に○の図柄でリーチをかけろ」という内容のミッションが基本となる。ミッションを達成すると「完遂」と表示され、大当たりが確定する。
マギ、使徒侵入（3分）
3分バージョンは、基本的に「○○予告を出せ」という内容のミッションが基本となり、様々な種類のミッションが存在する。ミッションを達成すると「可決」と表示され、大当たりが確定する。
- 画面演出
  - 背景が固定され、画面上下に黄黒色の模様（「緊急事態」表示が引っ込んだ物）・画面左上に「ミッション内容」・画面左下に「ミッションモード」と表示される。
  - 5分バージョンの場合、左列に指定図柄が停止すると効果音が鳴る。この効果音はミッション達成時にも鳴る。
  - 5分・3分バージョン共に、予告は基本的に押しボタン予告しか発生しない。
- 役モノ動作
  - 盤面右上にあるタイマーが作動する。0:00になると、次の変動からは通常の状態に戻る。

### 初回転リーチについて
ミッションモードは「演出」であり、大当たり確率等の変更はない。ただし、大当たり時の演出として「ミッションモード突入演出」が抽選される場合があり、その場合は初回転でリーチが掛かる。初回転リーチが掛かっても「完遂」又は「可決」しない場合もあるが、やはり大当たり確定である。初回転で擬似連続予告（保留玉が減らずに回転が始まる演出）が発生する場合もあり、やはり大当たり確定である。

### 補足
ミッションモード中に再度ミッションモードの抽選に当選した場合、ダブルリーチが発生し、+2コマでハズレた後、数秒の間をおいて次の回転が始まる。
突入初回転以外のミッションを達成していないリーチでも、大当たりの可能性はある。
他にも、以下の場合は大当たり確定である。
- 回転中の音楽が鳴り終わっても回転が止まらず、しばらくしてリーチになった場合。ミッションを達成する場合としない場合がある。
- 途中で「ミッション追加」と表示され、新しいミッションが追加された場合、その回転で「完遂」又は「可決」する。
- ミッション内容に矛盾が生じた場合(マギ浸食なのに「○○絵柄でリーチをかけろ」というミッションが発生するなど)、その回転で「完遂」又は「可決」する。突入初回転またはミッション追加のどちらでも発生する。
- 時短中に発生した場合、初回転で「完遂」又は「可決」となる。
- 大当りが確定するプレミアムミッションが存在する。

- アンビリカルケーブル断線

```
 左に○を止めろ
 右に○を止めろ  など
```

- マギ浸食

```
 サービスしちゃうわよ
 大当たり  
 この回転でリーチをかけろ
 変動開始後ドル箱を用意せよ など
```

## 特殊背景変化
デジタル変動直後、一定確率で特殊ステージへ移行する場合がある。この演出はリーチが掛かった際に一定確率で終了するほか、途中でミッションモードに突入して中断されることもある。大当たり確率等の変更はないが、突入演出が大当たり時の演出として抽選される場合がある為、初回転でリーチが掛かれば大当たり確定となる。

### ミサトの部屋
デジタル変動直後、BGMが変化しミサトの「おかえり〜」の台詞と共に背景が「ミサトの部屋」に変わる。前作ではこの状態になると「ミニキャラ予告」が発生していたが、本作ではパチスロ版に搭載されていた「トースト予告」と「扉予告」及び「カーテン予告」に変更された。

### 学校
デジタル変動直後、BGMが変化しミサトの「いってらっしゃ〜い」の台詞と共に背景が「教室」に変わる。この状態になると「ミニキャラ予告」が発生するようになるが、前作と違い「赤ペンペン」は登場しない。その代わりに「リラックス系ステップアップ予告（必ずロングver.に派生）」と、「シンジ予告」が発生するようになった。

### エヴァ格納庫
デジタル変動直後、BGMが「残酷な天使のテーゼ」に変化し、背景が「初号機格納庫」に変われば確変大当りが確定する。

## 予告演出
本機には様々な予告演出が存在するが、大まかには「変動中の予告」と「リーチ後予告」の二つに分けられる。「変動中の予告」と「リーチ後予告」が複合して発生する事はよくあるが、「変動中の予告」同士が複合したり「リーチ後予告」同士が複合する事は基本的に無い。ただし、「変動中の予告」である「ステップアップ予告」と「チャンスボタン予告」に関しては複合して発生する場合がある。

### 警報演出
デジタル変動直後に画面が暗転し、赤背景に黒文字で「警報」と表示されアラームが鳴る。その後、
- ミッションモード
- 使徒予告
- 覚醒モード

のいずれかに発展する。確変・暴走中に発生した場合は「覚醒モード」への発展が確定する。
ちなみに警報の画像から、発展先を見抜く事ができる。
- 「警報」の画像がぼやけている ⇒ 使徒予告
- 「警報」の画像がぼやけていない場合
  - 四度目のアラームの後、画面右下の図柄がチャンス目停止 ⇒ 覚醒モード
  - 画面右下の図柄が止まらない場合 ⇒ ミッションモード

なお、プレミアムモデルでは使徒予告に発展する前の「警報」画像はぼやけておらず、警報が鳴ってからの判別がつかなくなっているが、通常画面から警報画面への変移時の切り替わり方で判別が可能。
- ふわっと切り替わる ⇒　使徒予告　or 覚醒モード (右下に135停止）
- パッと切り替わる ⇒ ミッションモード

### 変動中の予告

#### ステップアップ予告
本機のステップアップ予告は、前作同様画面奥から赤木リツコの描かれたウィンドウが出現し、描かれたキャラクターが次々変わっていくというものである。また、ステップアップ予告はシリアス系とリラックス系、及び大当り確定となるセクシー系の三種類存在する。シリアス系は発生しやすいものの信頼度は低く、リラックス系は発生しにくいが信頼度は高い。また、「チャンスボタン予告」と複合して発生する場合がある。前作では、複合した場合はステップ2までしか発展しないという制限があったが、本作には制限が無く、ステップ3以降やリラックス系と複合する場合もある。

##### シリアス系
1. 画面奥から赤木リツコの描かれた銀色枠のウィンドウが出現（「リーチよ」と言えばリーチ確定だが、何も言わずに消えてしまうガセも多い）
2. 葛城ミサトが出現「リーチよ」（リーチ確定）
3. 綾波レイが出現「チャンスよ」（スーパーリーチ確定）
4. 惣流・アスカ・ラングレーが出現「アスカ、いくわよ」
5. 碇シンジが出現「いくよ」（エヴァ系リーチ以上確定）

尚、シリアス系の場合、ステップ1がガセで消滅後にステップ3以上のウィンドウが再登場する飛ばしが発生する場合がある。この場合は通常パターンよりも期待度が高く、特にステップ5へ飛んだ場合は激アツとなる。
また、シリアス系には「プレミアム」も存在する。これらは、どの段階で止まっても大当たり確定となる。
1. リツコが出現「大当たりよ」
2. ミサトが出現「大当たりよ」
3. 転校生レイが食パンをくわえて出現「あたりあたり～!」
4. アスカの代わりに冬月コウゾウが出現「総員、第一種戦闘配置」
5. シンジの代わりに碇ゲンドウが出現「総員、第一種戦闘配置」

##### リラックス系
画面奥から、和やかな表情の赤木リツコの描かれた金色枠のウィンドウが出現すればリラックス系となる。キャラクターはシリアス系と同様だが、こちらは発生した時点でスーパーリーチが確定し、ステップ3以降はエヴァ系リーチ以上が確定。
ステップ3以降では、通常よりも台詞の長いロングバージョンが発生する場合がある。この場合は通常パターンよりも期待度が高く、特にステップ5のロングバージョンは大当り確定となる。また、ロングバージョンが発生すると、リーチ後にいきなりスーパーリーチ発展演出が発生する。その為、リーチ後予告とは複合しない。
1. リツコが出現「リーチよ」
2. ミサトが出現「チャンスアーップ!」
3. レイが出現「あなたは死なないわ」（ロング時の台詞「私が守るもの」）
4. アスカが出現「あんたバカぁ?」（ロング時の台詞「ホントにバカね」）
5. シンジが出現「父さん、僕を初号機に乗せてください!」（ロング時の台詞「僕はエヴァンゲリオン初号機のパイロット、碇シンジです!」）

本作ではリラックス系にも「プレミアム」が存在する。これらは、どの段階で止まっても大当たり確定となる。
1. リツコが出現「大当たりよ」
2. ミサトが出現「大当たりよ～」
3. レイの代わりに伊吹マヤが出現「せ～んぱい」
4. アスカの代わりに加持リョウジが出現「シンジくん」
5. シンジの代わりに渚カヲルが出現「ありがとう、シンジくん」（確変大当たり確定では無い）

##### セクシー系
画面奥から、下着姿の赤木リツコの描かれた金色枠のウィンドウが出現すればセクシー系となる。キャラクターはシリアス系と同様だが、こちらは発生した時点で大当たり確定であり、どの段階で止まっても関係がない。
1. リツコが出現「熱いわよ」
2. ミサトが出現「激熱よん」
3. レイが出現「サービスよ」
4. アスカが出現「あっつ〜い!」
5. シンジが出現「期待して」

##### ミニキャラ予告
ミニキャラ予告は、学校ステージにて発生する専用のステップアップ予告である。画面下部にミニキャラが次々と出現するタイプの演出となっている。本作には前作のチャンスアップキャラ「赤ペンペン」は登場しない。
1. 画面下部からペンペンが登場。
2. 画面右から相田ケンスケが登場（リーチ確定）
3. 画面左から鈴原トウジが登場（リーチ確定）
4. 三人が画面右へ退散し、画面左から洞木ヒカリが登場（スーパーリーチ確定）

##### トースト・扉・カーテン予告
これらはミサトの部屋で発生する予告である。
1. 画面にトースターがカットインし、シンジがトーストを食べる
2. 扉かカーテンが表示され、中からキャラクターが出現

扉よりもカーテンの方が期待度が高い。尚、カーテン系は絵と台詞が「セクシー系ステップアップ予告」と同じものである為、混同しやすいので注意。

#### チャンスボタン予告
デジタル変動直後、画面下部にキャラの顔とメッセージウィンドウが表示されてボタンが点灯し、ボタンを押すと台詞が表示される。台詞によって期待度が異なるものの、キャラが喋ればとりあえずはリーチが確定する。高期待度の激アツ台詞や大当たり確定台詞も存在する。「ステップアップ予告」の制限が廃止された為、前作よりも期待度が高くなった。加持・カヲルは出現した時点でスーパーリーチ確定で、喋れば大当たり確定（カヲルは確変大当たり確定）。
プレミアムモデルでは、他の4スペックよりセリフの種類が絞られている。

#### シンジ予告
デジタル変動直後、画面奥から碇シンジの描かれた銀色枠のウィンドウが連続で出現する擬似連続予告（保留玉が減らずに回転が始まる予告）。連続回数が多いほど期待度が高く、4回連続で発生した場合は大当たり確定となる。ただし、1回しか発生しなかった場合でも期待度は高い。また、途中で特殊背景変化が発生する場合があり、その場合は大当たり確定となる。尚、この予告は「初号機リーチ」に対応しており、それ以外のリーチへ発展した場合は確変大当たり確定となる。

#### タイトル予告
デジタル変動中、黒背景に白文字で「タイトル」が表示され、各タイトルに対応したリーチへの発展が予告される。関連性の無いリーチに発展した場合は「法則崩れ」により大当たりが確定する。また、本作では多数のプレミアムが追加された。
- 「使徒、襲来」 → 「初号機リーチ or シンクロリーチ」
- 「男の戦い」 → 「初号機リーチ」
- 「レイ、心のむこうに」 → 「零号機リーチ or シンクロリーチ」
- 「涙」 → 「零号機リーチ」
- 「せめて人間らしく」 → 「零号機リーチ」
- 「アスカ、来日」 → 「弐号機リーチ or シンクロリーチ」
- 「Air」 → 「弐号機リーチ」
- 「まごころを、君に」 → 「弐号機リーチ」
- 「静止した闇の中で」 → 「静止した闇の中でリーチ」
- 「奇跡の価値は」 → 「降下使徒迎撃リーチ」（大当たり確定）

これ以外のタイトルが出現した場合はプレミアムとなる。この内「最後のシ者」「確変確定」「おめでとう」は確変大当たり確定。

#### 使徒予告
警報演出後、伊吹マヤの「パターン青、使徒です」の台詞の後に使徒が表示され、対応したリーチへの発展が予告される。関連性の無いリーチに発展した場合は「法則崩れ」により大当たりが確定する。本作では必ず使徒が出現するようになった為、激アツ予告となった。また、本作では多数のプレミアムが追加された。確変・暴走・覚醒中には発生しない。
- 「第3使徒 サキエル」 → 「零号機リーチ」
- 「第9使徒 マトリエル」 → 「静止した闇の中でリーチ」
- 「第10使徒 サハクィエル」 → 「降下使徒迎撃リーチ」
- 「第14使徒 ゼルエル」 → 「初号機リーチ」
- 「エヴァンゲリオン量産型」→ 「弐号機リーチ」

これ以外の使徒が出現した場合はプレミアムとなる（「第8使徒サンダルフォン」は存在しない）。この内「第17使徒 渚カヲル」は確変大当たり確定。

#### 左右同時停止
左右の図柄が同時に停止した場合、スーパーリーチ確定。

#### 上段4図柄・下段2図柄でのリーチ成立
前作と同じく、リーチ成立時に上段ラインで4図柄のシングルリーチか、下段ラインで2図柄のシングルリーチになっていれば大当たり確定となる。

### リーチ後予告

#### 図柄アニメーション
リーチ直後、図柄のキャラが動く。通常時は発生してもしなくても大差ないが、確変中の場合は高確率でスーパーリーチへ発展する。余談だが、大当たり時（図柄が揃った後）にも図柄アニメーションが発生する。また、アニメーション時に声を発すれば大当り確定となる。

#### 背景予告
リーチ直後、背景に綾波レイが表示されると、期待度大幅アップとなる。所謂激アツ予告の1つである。この予告からシンクロリーチに発展した場合は大当たり確定となる。絵は前作と異なるが、前作のレイ背景が出現したり、レイが喋った場合は大当り確定となる。また、綾波レイ以外人物や物が表示された場合も大当たり確定となる。

#### 群予告
リーチ直後、画面下部から「ミニキャラ群」が通過すると、期待度大幅アップとなる。所謂激アツ予告の1つである。登場したキャラによって発展先が決まっており、関連性の無いリーチに発展した場合は（シンクロリーチの場合でも）「法則崩れ」により大当たりが確定する。尚、この予告は前回大当たりからの回転数が401回以上でないと出現しない（プレミアムモデルでは151回以上）。例外として、3分ミッションモードの指令が「リーチ直後に群予告を出せ」だった場合は400回転以下でも出現する場合がある。また、前営業日に400回転前後で終了していた場合、台に記憶された回転数はリセットされない為、朝イチから出現する場合もある。
- 「シンジ群」 → 「初号機リーチ or ストーリー系リーチ」
- 「アスカ群」 → 「弐号機リーチ or ストーリー系リーチ」
- 「レイ群」 → 「零号機リーチ or ストーリー系リーチ」
- 「カヲル群」 → 大当り確定

### その他

#### 役モノ咆哮
いわゆる「先吠え」。デジタル変動開始直後「ガシャン」という音がして、盤面右側にある「初号機役モノ」が咆哮をあげれば「暴走モード」への突入もしくは確変大当たりが確定する。リーチがかからなければ暴走モード、リーチがかかれば確変大当たりになる。（どちらも確変であるので、「突確以上確定」である）

## リーチ演出

### ノーマルリーチ
ごく稀にノーマルリーチのまま大当する事があり、確変確定である（金枠ステップアップ予告などスーパーリーチ確定演出が出ながらスーパーリーチに発展しないパターンが多い）。再抽選演出が発生しない。本作ではチャンス図柄でもノーマルのまま大当りすることがあり。その場合必ずラウンド昇格する。「進み」や「戻り」といった演出も存在する。
スーパーリーチ発展演出ノーマルリーチ中、背景にミサトが現れ、「エヴァンゲリオン、発進!」の台詞の後、3機のエヴァが発進する演出が通常パターンであり、この場合は「エヴァンゲリオン系」か「ストーリー系」のスーパーリーチ、もしくは「全回転リーチ」へ発展する。基本的に「シングルリーチ」よりも「ダブルリーチ」の方が期待度が高いが、高信頼度を誇る「ストーリー系」へはシングルからのみ発展する。
変則パターン
- 発射台に1機しか配置されていない場合、その機体のリーチへの発展が確定する（単体発進）。
- 3機のエヴァが発進後、パイロット3人の顔が表示された場合は大当たり確定となる。
- 背景にミサトではなくゲンドウと冬月が現れ「勝ったな。」「ああ。」、または「ぬるいな。」「ああ。」の台詞の後、3機のエヴァが発進する演出が発生した場合は大当たり確定となる。

上記の演出が発生せず、ノーマルリーチ中に画面がホワイトアウトした場合は「シンクロリーチ」へ発展する。

### スーパーリーチ
スーパーリーチは「シンクロリーチ」、「エヴァンゲリオン系」、「ストーリー系」、「全回転」の四つに分けられる。

#### シンクロリーチ
スーパーリーチの中では最も期待度が低い。しかし、特定の予告から発展すれば大当たりが確定する。本作では背景にパイロットが表示され、期待度を表すパラメータが表示される。また、リーチ中に背景が赤く染まる場合がある。当たり図柄の手前で赤く染まった場合（エマージェンシー演出）は期待度アップとなり、当たり図柄通過後に赤く染まった場合（エマージェンシー演出ではない）は暴走モードに突入する。
シンクロ率低（青）・中（緑）・高（赤）の三段階あり、高の場合は大当たりが確定する。
背景キャラクター碇シンジが通常パターンである。綾波レイか惣流・アスカ・ラングレーの場合はゲージ中以上が確定した上で、期待度アップ。渚カヲルの場合はゲージ大が確定し、さらに確変大当たり確定となる。
シンクロ暴走の条件以下の条件を全て満たしていれば、シンクロリーチから暴走モードへ突入する可能性がある。満たしていなければ突入する事は無い。
- ダブルリーチである事。暴走・覚醒中の場合はチャンス図柄のリーチである事
- 背景のキャラクターが「碇シンジ」で、シンクロ率が「低」か「中」である事
- エマージェンシー演出が発生しない事

#### エヴァンゲリオン系リーチ
共通
- 予告演出により期待度が左右されやすい
- 「シングルリーチ」よりも「ダブルリーチ」の方が信頼度が高い。
- 発展時にボタンを押すとカットイン&音声（4種類）が入る。「○○（パイロット名）いきます」で期待度大
- 当り・ハズレの直前にカットイン&音声（4種類）が入る。「ATフィールド全開」で期待度大
- 当り・ハズレの直前にゲンドウかミサトのカットインとセリフ「ボタンを押せ!」が表示されると、確変大当たりが確定する。
- ハズレ後にカットインが入った場合は復活演出となり確変確定となる。なおリーチ直後、ミサトのエヴァ射出予告に入る直前、+4コマ以上進んでスーパーリーチに発展すれば、復活演出確定となる。また、前作では復活演出時に青い炎が発生していたが、本作では発生しない。
- 大当たり時には「使徒殲滅」と表示される。

零号機リーチ
前作同様、零号機がライフルで図柄を撃ち落していくリーチ。最大で3回ライフルを発射するが、2発目でハズレてしまったり、1発目で当たる事もある。第3使徒サキエルが敵として登場するのが通常パターンだが、敵が第4使徒シャムシエルの場合は期待度アップとなる。第4使徒は使徒予告として表示されれば大当たり確定だが、零号機リーチの中で登場した場合外れることもある点に注意。ハズレ後、レイがカットインするとN2爆弾で敵を爆破する復活演出が発生する。この場合は確変大当たりが確定する。
弐号機リーチ
劇場版25話をモチーフにした、弐号機vs量産型のリーチ。シングルとダブルでは期待度に大きな差があり、ダブルの方が期待度が高い。ハズレ後、アスカがカットインすると、ロンギヌスの槍で敵を打ち抜く復活演出が発生する。この場合は確変大当たりが確定する。
初号機リーチ
初号機が敵のATフィールドと共に図柄を引き裂いていくリーチ。「エヴァンゲリオン系」の中では最も期待度が高い。本作では原作第拾九話をモチーフにしたものに変更され、第14使徒ゼルエルが敵として登場するのが通常パターンである。敵が第13使徒バルディエル（エヴァンゲリオン3号機）だった場合は大当たり確定となる。また、ダブルリーチからの発展は期待度が高い。「4・5」など確変図柄が後のダブルリーチの時、図柄を引き裂いて大当たりが確定した直後に更に図柄を引き裂き確変図柄までもっていくことがある（俗に言う「二枚破り」）。この場合は確変大当たりが確定する。ハズレ後、シンジが必死に機体を動かそうとする演出（暴走モード突入演出と酷似）が発生すると、初号機がハズレ図柄を引き裂く復活演出となる。この場合は確変大当たりが確定する。

#### ストーリー系
いずれも期待度の高い激アツリーチとなっており、シングルリーチからのみ発展する。確変・暴走・覚醒中に発生した場合は確変大当たり確定となり、チャンス図柄のシングルからも発展しても初号機チャンスかラウンド中昇格を経由して必ず確変に昇格する。時短中に発生した場合も大当たり確定であるが、こちらは確変確定ではない。
静止した闇の中で
原作第拾壱話をモチーフにした、三機協力リーチ。スーパーリーチ発展演出後、黒背景に白文字で「第9の使徒」と表示されればこのリーチへ発展、ライフルで第9使徒を打ち抜けば大当たりとなる。アスカが作戦説明を行うのが通常パターンだが、レイが作戦説明を行った場合は大当たり確定となる。ライフル射撃中にシンジがカットインして「今だ！ 」とさけべば期待度大幅アップとなる。三人が悶絶するカットが表示されて落下した場合はハズレとなるが、初号機が踏ん張って再射撃すれば確変大当たり確定の復活演出となる。なお失敗演出が出ている時に、画面右下に出ている図柄の中央が、その左右のリーチ数字の±1以外で止まっていれば復活確定である。
降下使徒迎撃
原作第拾弐話をモチーフにした、三位一体リーチ。スーパーリーチ発展演出後、黒背景に白文字で「第10の使徒」と表示されればこのリーチへ発展、第10使徒を受け止めて爆発すれば大当たりとなる。シンジが「スタート!」と号令をかけるのが通常パターンだが、レイかアスカが号令をかけた場合は大当たり確定となる。爆発しなかった場合はハズレとなるが、ミサトがカットインすれば確変大当たり確定の復活演出となる。大当たり・ハズレが確定するシーン直前で、市街地が背景なら大当たり、山だけが背景ならハズレor復活演出と判別できる。なお失敗演出が出ている時に、画面右下に出ている図柄の中央が、その左右のリーチ数字の±1以外で止まっていれば復活確定である。

#### 全回転リーチ
発生した時点で確変大当たりが確定する。シングル、ダブルどちらからも発展する。本作には
- THE ZENKAITEN OF EVANGELION
- 最後のシ者

の二種類が存在する。
なお、プレミアムモデルで全回転リーチが発生した場合は、15R確変確定となる。

### 再抽選演出
再抽選演出は、リーチ後に発生する「初号機チャンス」と、大当たりラウンド中に発生する「ラウンド中昇格」とがある。どちらも、必ず発生する訳ではないし、両方発生する可能性もあるので注意。また、「初号機チャンス」・「ラウンド中昇格」それぞれが発生しても、必ず確変に昇格する訳ではないので注意。
- 確変昇格については、大当たり下皿開放中に盤面左下に表示される「セグ」の記号により確変昇格するかどうかの判別が可能となっている。

#### 初号機チャンス
通常図柄揃い後、青い炎と共に鼓動音が発生すると再抽選演出である「初号機チャンス」が発生する。青い炎が発生せずに画面がホワイトアウトした場合は変動画面に戻ってしまうが、図柄が上下に揺れていれば青い炎が発生する（フェイク演出）。図柄が揺れていない場合は、そのままチャンス図柄揃いが確定する。
演出解説本作の初号機チャンスは、ボタンを使用する演出に変更され、ボタンを押して確変図柄が出てくれば昇格となる。通常図柄が出てきた場合でも、効果音と共に図柄が変わる「キラリ昇格」が発生する場合がある。また、ボタンを押した時に背景の初号機に羽根が生えていればキラリ昇格が確定する。

#### ラウンド中昇格
ラウンド中昇格は、前作のストーリー系リーチであった「ヤシマ作戦」と「ユニゾン」となる。11ラウンド突入時、以下のどちらかが表示されればラウンド中昇格演出が発生する。
- 「次回 決戦、第3新東京市」⇒「ヤシマ作戦」
- 「次回 瞬間、心重ねて」 ⇒「ユニゾン」

ヤシマ作戦
ライフルで撃ち抜けば昇格となる。弾かれた場合でも、零号機が盾になる演出が発生すれば昇格となる。また、15ラウンド終了後にレイがカットインした場合も昇格となる。なお、ラウンド中昇格演出が発生せず15ラウンド終了後にいきなりレイがカットインするバグも報告されている。
ユニゾン
発生した時点で昇格が確定する。
なお、プレミアムモデルでは「ヤシマ作戦」「ユニゾン」のラウンド中昇格演出は発生しない。これは7R大当りがベースとなっている為である。その代わり、7Rで大当りが終了せず、8Rに突入した場合は15R確変確定となる。
- 8R開始時に「警報」画面
- 「第弐拾四話 最後のシ者」の場面がフラッシュバック
- 初号機の姿とともに「15ROUND確定」の文字が出現

この演出は以下の全てのケースにおいて発生する可能性がある。
- 確変図柄直当たり
- チャンス図柄当たり→初号機チャンス発生せず
- チャンス図柄当たり→初号機チャンス発生→昇格せず
- チャンス図柄当たり→初号機チャンス発生→昇格

なお、「全回転リーチ」で大当りした場合は必ずラウンド中昇格する。
15R確変か否かは、8R突入以前でも、盤面左の大当たりラウンド数表示ランプの点灯状態で判別が可能である。2Rと7Rのランプが両方とも点灯していれば15R確変確定である。

## プレミアム及び確定演出まとめ

### 予告演出
ステップアップ予告
- シリアス系プレミアム
- リラックス系プレミアム（カヲルでも確変確定では無い）
- セクシー系
- リラックス系ステップ5ロング

扉予告
- 登場したキャラクターが「ブイ!」と言う（綾波レイは「イ…イェーイ」）
- 伊吹マヤが登場
- 碇ゲンドウが登場（確変確定）

カーテン予告
- 渚カヲルが登場（確変確定）

シンジ予告
- 4回連続で発生（確変確定では無い）
- 初号機リーチ以外のリーチへ発展（確変確定）
- 特殊背景変化と複合した場合

タイトル予告
- 「見知らぬ、天井」
- 「鳴らない、電話」
- 「雨、逃げ出した後」
- 「決戦、第3新東京市」
- 「人の造りしもの」
- 「瞬間、心、重ねて」
- 「マグマダイバー」
- 「奇跡の価値は」
- 「使徒、侵入」
- 「ゼーレ、魂の座」
- 「嘘と沈黙」
- 「死に至る病、そして」
- 「四人目の適格者」
- 「命の選択を」
- 「心のかたち、人のかたち」
- 「最後のシ者」（確変確定）
- 「終わる世界」
- 「世界の中心でアイを叫んだけもの」
- 「激熱」
- 「確変確定」（確変確定）
- 「おめでとう」（確変確定）

通常パターンでも、関連性の無いリーチへ発展した場合は大当たり確定。
使徒予告
- 「第4使徒 シャムシエル」
- 「第5使徒 ラミエル」
- 「第6使徒 ガギエル」
- 「第7使徒 イスラフェル」
- 「第11使徒 イロウル」
- 「第12使徒 レリエル」
- 「第13使徒 バルディエル」
- 「第15使徒 アラエル」
- 「第16使徒 アルミサエル」
- 「第17使徒 渚カヲル」（確変確定）
- 「ジェット・アローン」

通常パターンでも、関連性の無いリーチへ発展した場合は大当たり確定。また、「ジェット・アローン」の場合は伊吹マヤの台詞が「パターンオレンジ! J.A.です!」となる。
図柄アニメーション
- キャラクターが喋った場合。ただし、2図柄の加持と6図柄のカヲルは喋らない。

背景予告
- レイが「さよなら」と言う
- 前作のレイ背景
- ユイ
- カヲル（確変確定では無い）
- アスカ（前作のシリアス系ステップ4だったもの）
- マヤ
- ネルフマーク
- ゼーレマーク
- 人類補完計画中間報告書
- 「嫌い!嫌イ!大っきらい!」（アスカの声が入る）

確変中に背景予告のプレミアムが発生した場合は確変確定。
群予告
- カヲル群（確変確定では無い）
- 関連性の無いリーチへ発展した場合

### リーチ演出
スーパーリーチ発展演出
- 発射台に1機しか配置されていないのに、その機体のリーチへ発展しなかった場合。
- パイロット3人の顔が表示された場合。
- ゲンドウと冬月「勝ったな。」「ああ。」、または「ぬるいな。」「ああ。」（後者でも確変確定では無い）

ボタン指令
- 各リーチ中にミサトかゲンドウから「ボタンを押せ」（確変確定）

シンクロリーチ
- シンクロ率「高」
- 背景キャラクターがカヲル（確変確定）
- 以下の予告から発展した場合
  - シリアス系ステップ5
  - リラックス系ステップ3〜5
  - 背景予告
  - シンクロリーチに対応していないタイトル予告
  - 使徒予告
  - 群予告

エヴァンゲリオン系リーチ
- ハズレ後の復活演出（確変確定）
- 初号機リーチにて、敵が第13使徒バルディエル（エヴァンゲリオン3号機）だった場合。

静止した闇の中でリーチ
- レイが作戦説明を行った場合
- ハズレ後の復活演出（確変確定）
- 確変中に発生（確変確定）
- 時短中に発生

降下使徒迎撃リーチ
- レイかアスカが「スタート」と言った場合
- ハズレ後の復活演出（確変確定）
- 確変中に発生（確変確定）
- 時短中に発生

全回転リーチ
- 発生した時点で確変大当たり確定

### ミッションモード
共通
- 初回転でリーチ
- 初回転で擬似連発生
- 追加ミッション
- 変動時間が長い（変動音が止まっても回り続ける）
- 時短中に発生
- 押しボタン予告以外の予告の発生
- 「大当たり!!」
- 「サービスしちゃうわよん」
- 「変動開始時にドル箱を用意せよ!!」

5分バージョン
- 「5分以内に右（左）図柄に○を止めろ!!」
- 「○○予告を出せ」

3分バージョン
- 「この回転でリーチをかけろ!!」
- 「この回転で○○リーチを出せ!!」
- 「3分以内に○の図柄でリーチをかけろ!!」
- 「3分以内に右（左）図柄に○を止めろ!!」

### 特殊背景変化
- 初回転でリーチ
- 初回転でリラックス系ステップアップ予告が発生
- 確変中に発生
- 時短中に発生
- エヴァ格納庫（確変確定）
- 普通背景だが背景が逆変化した場合

### その他
- 2図柄の下段シングルリーチ
- 4図柄の上段シングルリーチ
- 暴走モードプレミアム（確変確定）
- 役物咆哮（暴走確定）

## スペック
- すべての機種に突然確変（暴走モード・覚醒モード）搭載
- 全大当たり終了後時短100回転（SF・VF・XF・MF） or 30回転（YF）

### CR新世紀エヴァンゲリオン・セカンドインパクトSF
- 大当たり確率
  - 低確率：1/397.2
  - 高確率：1/39.7
- 確変割合：67%（内2R確変20%、これを除くと58.75%）
- 大当たりラウンド：15R・9C or 2R・0C
- 賞球数：3&4&10&15

### CR新世紀エヴァンゲリオン・セカンドインパクトVF
- 大当たり確率
  - 低確率：1/399.6
  - 高確率：1/40
- 確変割合：72%（内2R確変17%、これを除くと66.3%）
- 大当たりラウンド：15R・9C or 2R・0C
- 賞球数：3&4&10&13

### CR新世紀エヴァンゲリオン・セカンドインパクトXF
- 大当たり確率
  - 低確率：1/344.9
  - 高確率：1/34.5
- 確変割合：64%（内2R確変18%、これを除くと56.1%）
- 大当たりラウンド：15R・9C or 2R・0C
- 賞球数：3&4&10&14

### CR新世紀エヴァンゲリオン・セカンドインパクトMF
- 大当たり確率
  - 低確率：1/315.1
  - 高確率：1/31.5
- 確変割合：60%（内2R確変18%、これを除くと51.2%）
- 大当たりラウンド：15R・9C or 2R・0C
- 賞球数：3&4&10&14

### CRA新世紀エヴァンゲリオン・セカンドインパクトYF
(CRA新世紀エヴァンゲリオン〜プレミアムモデル〜)
- 大当たり確率
  - 低確率：1/99.9
  - 高確率：1/11.6
- 確変割合：57%（2Rを除くと52.2%）
  - 内訳：15R:4%、7R:43%、2R:10%
- 大当たりラウンド：15R・9C or 7R・9C or 2R・0C
- 賞球数：3&4&10&10